# Orlovs Viper
Die Orlovs Viper (Vipera orlovi), auch Nordwestkaukasus-Viper genannt, ist eine Art der Echten Ottern (Vipera) innerhalb der Vipern (Viperidae). Ihre Verbreitung ist auf den Nordwestkaukasus beschränkt. Benannt wurde die Art nach dem russischen Herpetologen Nikolai Ljuzianowitsch Orlow (* 1952), der sich um die Erforschung kaukasischer Vipern verdient gemacht hat.

## Merkmale
Äußerlich ähnelt die Art stark der Kaukasusotter (Vipera kaznakovi), mit der sie nah verwandt ist. Orlovs Viper ist eine kleinere Vipernart, das Typusexemplar eines erwachsenen Männchens erreicht 51,4 cm Gesamtlänge. Oberseits ist die Art von bräunlicher, rötlich-brauner, graugrüner, graugelber oder beigefarbener Grundfarbe. Die Bauchseite ist schwarz mit einigen hellen Tupfen. Vor allem bei den Männchen verläuft häufig ein kontrastreich abgesetztes, schwärzliches oder dunkelbraunes Zickzackband über den hell gefärbten Rücken. Die Weibchen sind weniger kontrastreich gefärbt.

## Verbreitung

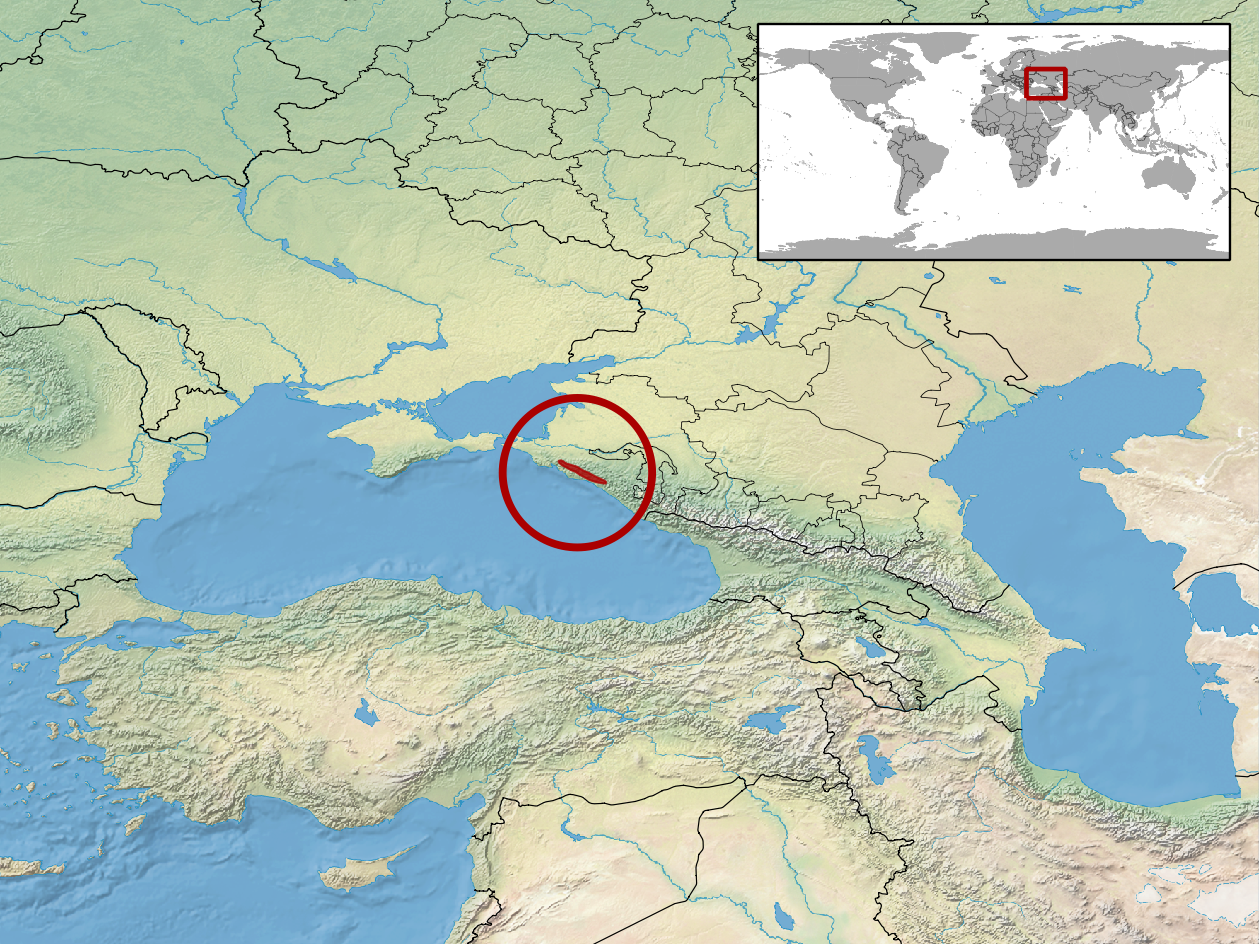
Das Verbreitungsgebiet der Orlovs Viper.

Die Art ist nur lokal im nordwestlichsten Teil des Großen Kaukasus, in der russischen Region Krasnodar. verbreitet. Hier kommt sie vom Berg Papai im Westen bis zum Berg Bol'shoi Pseushko im Osten vor.

## Lebensraum
Die Art kommt in Höhen zwischen 450 und 1000 m über NN vor. Sie lebt auf Bergwiesen und an schütter mit Büschen und Bäumen bewachsenen Hängen, teilweise mit Flussbetten in der Nähe.

## Lebensweise
Über die Lebensweise sowie ihr Gift ist wenig bekannt. Die Art ist vivipar.

## Gefährdung
Die Art gilt als sehr selten und stark gefährdet. Abgesehen vom kleinen Verbreitungsgebiet ist der Wegfang für terraristische Zwecke ein Hauptgefährdungsgrund.